# Cymbidium floribundum
Cymbidium floribundum es una especie de orquídea epífita o litófita originaria del sur de Asia.

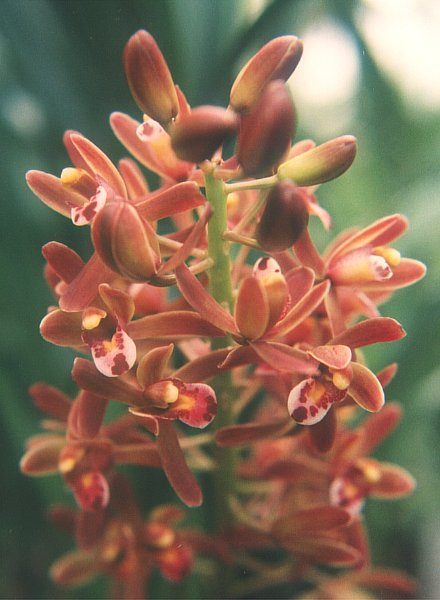
Detalle de las flores

## Descripción
Es una especie de orquídea de tamaño pequeño a grande, que prefiere clima fresco a frío , es epífita o litófita. Florece  en una inflorescencia  colgante con varias a muchas flores. La floración se produce en la primavera.

## Distribución y hábitat
Se distribuye por el sur de China en Yunnan y  norte de Vietnam en los bosques primarios de hoja ancha perennes en alturas de alrededor de 400 a 3300 metros.

## Taxonomía
Cymbidium floribundum fue descrita por John Lindley  y publicado en The Genera and Species of Orchidaceous Plants 162, in note C. sinense. 1833.
Etimología
El nombre deriva de la palabra griega kumbos, que significa "agujero, cavidad".  Este se refiere a la forma de la base del labio. Según otros estudiosos derivaría del griego "Kimbe = barco" por la forma de barco que asume el labelo.
floribundum: epíteto latíno que significa "con flores verdes".
Sinonimia
- Cymbidium pumilum Rolfe (1907)
- Cymbidium pumilum f. virescens Makino (1912)
- Cymbidium illiberale Hayata (1914)
- Cymbidium floribundum f. virescens (Makino) O.Gruss & M.Wolff (2007).
- Cymbidium floribundum var. pumilum (Rolfe) Y.S.Wu & S.C.Chen (1980)[1][4]

## Nombre común
- Castellano: Orquídea de borde de hoja dorado.